# A Fool's Advice
A Fool's Advice (conosciuto anche con i titoli His Honour the Mayor e Meet the Mayor) è un film del 1932, diretto da Ralph Ceder.

## Trama
Spencer Brown, col suo temperamento ilare, pacato ed accondiscendente, è conosciuto e amato da tutti, grandi e piccini, nella cittadina; sfruttando la sua passione per la meccanica e l'elettricità egli collabora col suo migliore amico, Harry Bayliss, cercando di realizzare qualche utile invenzione, ma il suo lavoro effettivo è quello di lift nell'albergo della signora Prescott. Spencer ha un debole per una collega, dipendente dell'hotel, Norma Baker, nipote del sindaco uscente della località, Martin Sloan, che si appresta ad una nuova tornata elettorale, cercando una ennesima rielezione, in lotta con il contendente, il ricco uomo d'affari George Diamond. Quest'ultimo è stato visto confabulare con la signora Prescott, per una questione – le raccomanda lui - da tenere segreta.
Spencer e Norma sono almeno buoni amici, e la donna gli chiede se per caso è innamorato. Egli risponde affermativamente, ma non le dice che l'oggetto del suo amore è proprio lei. Anche Norma gli dice di essere innamorata, senza rivelare di chi.
Finalmente Spencer e Harry mettono a punto un nuovo innovativo modello di fonografo, che permette di registrare con facilità i suoni e di immagazzinarli in un supporto: mancano loro solo le possibilità finanziarie per sfruttare l'invenzione. I due amici festeggiano e, nell'occasione, confessano l'uno all'altro di avere una ragazza, ma si rifiutano di dire chi sia prima di essere sicuri della relazione. Harry lascia Spencer nel proprio laboratorio, proprio perché ha un appuntamento con la sua fidanzata. Che è Norma Baker.
Il prototipo del registratore, in seguito a un disguido, finisce nel quartier generale di George Diamond. Egli sta spiegando ai suoi collaboratori – tre spietati individui di New York – che la compagnia ferroviaria pagherebbe un occhio della testa per far passare i binari nel centro della cittadina, proprio dove sorge l'albergo Prescott: per questo motivo Diamond l'ha acquistato, sicuro di poterne ottenere, rivendendolo, un gran ricavo. Quando l'apparecchio ritorna nelle mani di Harry, risulta che tutta la conversazione è stata registrata.
Spencer si reca da Diamond, gli fa sentire la registrazione compromettente, assicurandogli che copie di essa sono in mano di Harry che si è recato ad una stazione radio, e ottiene non solo il ritiro di Diamond dalla corsa elettorale, ma anche un ragguardevole contributo finanziario per lo sfruttamento dell'invenzione.
Norma incontra Spencer, e gli confida che si sposerà con Harry. Quando Spencer raggiunge Harry, anche quest'ultimo gli rivela – ce ne fosse bisogno, poiché Spencer ne è già edotto – che la sua ragazza è Norma. Richiesto di rivelare il nome della sua fidanzata, Spencer risponde di non averne alcuna, e che stava solo scherzando.
Spencer, a gran richiesta dei coniugi, fa il testimone delle nozze fra Harry e Norma. All'uscita dalla cerimonia, durante la quale si è mostrato sorridente, egli è in verità amareggiato. Sembra che la sua abituale amabilità sia venuta a mancare, almeno fino a quando un bambino, per strada, riconoscendolo, gli chiede di giocare con lui. Spencer lascia seduta stante il suo broncio, ed accondiscende. Il buon vecchio amico di tutti è tornato.

## Produzione
Il film è stato finanziato esclusivamente con denaro di Frank Fay e di sua moglie di allora, Barbara Stanwyck.
La pellicola, per l'uscita statunitense, constava di 6 rulliper una lunghezza totale di 1585 metri.

## Distribuzione
Distribuito dalla Warner Bros. il film è uscito nelle sale cinematografiche statunitensi il 20 febbraio 1932; in seguito è stato difficile reperire un distributore che se ne prendesse cura, finché nel 1938 la Warner Bros. lo ha venduto alla Times Exchange, che lo fatto uscire con il titolo Meet the Mayor. La Motion Pictures for Television (MPTV) ne ha curato la distribuzione per la televisione nel 1952.
Il film è uscito in DVD nel 2007, a cura della Real Media International; e nel 2009, edito dalla Alpha Video. A Fool's Advice è visionabile sulla piattaforma YouTube.

## Accoglienza
Victoria Wilson, nella sua biografia di Barbara Stanwyck, riporta l'opinione di Edward Bernds, che aveva partecipato alla realizzazione del film in qualità di tecnico del suono, e che reputava la produzione "micidiale, il peggior film" in cui avesse preso parte; egli reputava il soggetto di Fay "aleatorio, senza costrutto, adatto principalmente a ospitare un paio di monologhi di Frank Fay". Bernds descriveva Fay come "indolente, almeno fino al momento in cui doveva prendere parte ad una scena. Solo allora tornava in vita."
Per quanto riguarda la critica coeva, sul Motion Picture Herald del 20 febbraio 1932 leggiamo: "Una sala affollata al Warner's Forum ha riservato a A Fool's Advice di Frank Fay un'accoglienza calorosa, rendendo evidente che il primo tentativo del produttore indipendente è buono. Ciò che sembra aver convinto il pubblico sin dall'inizio è il contenuto umano di questa storia di una piccola città, e l'efficace recitazione degli attori. C'è, in qualche modo, un legame fra Main Street e il cuore umano, che è stato molto ben sviluppato nel soggetto di cui Frank Fay è l'autore. Il lungometraggio mantiene l'interesse desto durante il suo svolgimento, con situazioni che provocano l'aspettativa che qualcosa stia per accadere in ogni momento. I dialoghi erano sufficientemente ben fatti da provocare frequenti scoppi di risa, chiara indicazione che il pubblico stava gradendo."
Il redattore di Variety, il 12 ottobre 1938, rilevava: "Meet the Mayor è come incontrare Frank Fay di nuovo. Il suo materiale radiofonico o del vaudeville, almeno le parti migliori, appaiono durante l'intera storia. Se fosse stata prestata maggiore attenzione allo sviluppo della trama, alla regia, ai dialoghi e all'interpretazione, il film sarebbe riuscito migliore. Sta di fatto che la pellicola è praticamente un monologo di Frank Fay di 50 minuti, il che, come ammetteranno anche i suoi più ardenti ammiratori, è un po' troppo per cercare di tenere assieme anche le scene più vivaci o gli spunti di commedia."
Sul Film Daily del 17 ottobre 1938, viceversa, si legge: "Frank Fay si discosta dai suoi ruoli abituali di Broadway per diventare, in questa nuova produzione indipendente, un tuttofare nonché bravo ragazzo di una piccola cittadina, con risultati decisamente convincenti. (…) [Il film] dovrebbe incontrare una buona accoglienza nei cinema di quartiere o quelli di fuori città. (…) Regia: OK. Fotografia: buona."